# Agentes in rebus
Agentes in rebus (з лат.«ті, хто бере участь у питаннях») – римська таємна поліція та кур’єрська служба, яка прийшла на зміну Фрументаріям.

## Загальні відомості
Достовірно дату заснування даної служби невідомо. Так само достовірно невідомо її походження, але загалом відкриття цієї установи приписується імператору Діаклетіану. Перше свідчення про Agentes in rebus можна знайти в 319 році при правлінні Костянтина. Agentes in rebus мала власне керівництво і підкорялася лише своїм зверхникам та імператорові. Діяльність agentes in rebus відносилась також до міської варти і пожежної охорони, та виконувала функції римської поліції.
Інформаційні доповіді від агентів про стан справ у країні постійно надходили імператорові  через «магістра офіцій» (magister officiorum). Він здійснював керівництво всіма цивільними відомствами імперії. Крім того, на магістрові офіцій, котрий відповідав за зовнішні зносини імперії, лежав обов’язок організації розвідувальної роботи римськими послами в інших країнах. 
На цій службі, від розпорядження Констанція та Юліана від 1 листопада 359 року, залучалися лише особи з числа патриціїв.
Також, для того щоб вступити до цієї організації потрібно було отримати схвалення на це імператора. Загалом, цю службу можна вважати воєнною, бо вони були створенні при палацових схолах. Були розділенні на п’ять рангів: вершники, циркітори, біархи, центенарії, дукенарії. До 430 року їх кількість налічувала 1174 чоловік, а до 466 року 1,248.

## Функції
Візантійський історик VI ст. Прокопій Кесарийський розповідає в своїй праці «Таємна історія», про те що римські чиновники — автократи дуже піклувалися за станом справ в Римі, дуже боялися заколотів, зговорів, порушень надходженю щорічних податків і т.і. Тому прагнули створили швидке поштове сполучення і дієвий контролюючий апарат. Таким чином, agentes in rebus розглядають як дуже мобільну кур'єрську і секретну службу, з налагодженим процесом переміщень агентів по всій країні та її провінціям. Їх відряджали для виконання конкретних завдань: від поштової інспекції до більш небезпечних місій.
Яу кур'єрська служба Agentes in rebus взаємодіяли з cursus publicus, де в їхні обов'язки входили нагляд за дорогами імперії та заїжджими дворами, перенесення листів, перевірка наявності у мандрівника спеціального ордера і т.і. Інші завдання включали контроль над провінційною бюрократією і доставки в провінції указів зі столиці. Перебуваючи поза контролем намісників провінцій, деякі агенти були призначені таємною поліцією з нагляду за їхніми діями.
Поступово, як кожний імперський адміністративний апарат, дана структура підверглась корупційному впливу навколишнього середовища. Проблема корупції робила неефективною не тільки систему забезпечення державної безпеки Пізньої Римської держави, а й, у кінцевому підсумку, всю державну систему імперії, робила її нездатною відповідати на виклики часу.
Так, філософ Лібаній звинувачує агентів у зловживанні своїми службовими обов'язками на свою користь, вимаганні у провінціалів для себе додаткових благ.
Таким чином, можна говорити про те, що в Пізній Римській імперії сформувалася система, для якої характерне прагнення до встановлення всебічного контролю над підданими. Істотною ланкою в цій системі контролю стають agentes in rebus, що виконують функції «очей і вух» центрального уряду. Вони збирали відомості про політичну благонадійність провінційного населення, провінційних еліт, направляли цю інформацію керівництву чи імператору особисто.
В подальшому, законодавча база Пізній Римській імперії вступає в природне протиставлення з дійсністю життя того часу. Професійна віддача діяльності штату секретної служби не в повної мірі задовольняло сподівання пізньоримських імператорів. Однією з основних причин є відсутність досконалої підготовки всього апарату agentes in rebus, особливо в протидії швидко розповсюдження корупції всієї адміністративної системи Римської держави.
Все це свідчить про те, що сформована в Пізній Римській імперії система забезпечення державної безпеки навряд чи була здатна в повній мірі забезпечити стабільність і законність, створити справжній контроль центральної адміністрації за політичною ситуацією. Навпаки, можна припустити, що з плином часу не контрольованість соціально-політичної системи тільки наростала. У поєднанні зі зростанням свавілля і корупції це призводило до загальної деградації системи влади та управління пізньоримської держави, всієї державної, політико-правової системи.